# Labastide-de-Virac
Labastide-de-Virac – miejscowość i gmina we Francji, w regionie Owernia-Rodan-Alpy, w departamencie Ardèche.
Według danych na rok 1990 gminę zamieszkiwały 193 osoby, a gęstość zaludnienia wynosiła 8 osób/km² (wśród 2880 gmin regionu Rodan-Alpy Labastide-de-Virac plasuje się na 1434. miejscu pod względem liczby ludności, natomiast pod względem powierzchni na miejscu 357.).